# Madcon
Madcon (prescurtarea de la Mad Conspiracy) este o trupă de hip-hop și rap norvegiană formată din Tshawe Baqwa (Kapricon) și Yossef Wolde-Mariam (Critical). Kapricorn s-a născut în Germania din părinți sud-africani, dar a crescut în Tveita la est de Oslo. Critical s-a născut în Norvegia, părinții lui fiind din Etiopia și Eritreea. Au devenit cunoscuți în Norvegia în 2002. Ei sunt foarte bine cunoscuți de la Concursul Muzical Eurovision 2010 când au cântat hit-ul lor „Glow”.